# Pauline Schäfer-Betz
Pauline Schäfer-Betz (* 4. Januar 1997 in Saarbrücken-Dudweiler als Pauline Schäfer) ist eine deutsche Kunstturnerin und Sportsoldatin. Ihr Spezialgerät ist der Schwebebalken, auf dem sie bei den Weltmeisterschaften 2017 die Goldmedaille gewann.

## Leben
Schäfer-Betz begann im Alter von fünf Jahren mit dem Turnen, damals turnte sie beim TV Pflugscheid-Hixberg. 2012 zog sie aus dem saarländischen Bierbach ins Internat des Sportgymnasiums Chemnitz.
Schäfer-Betz gehört der KTV Chemnitz an und wurde bis Mitte 2018 am dortigen Leistungszentrum von Gabriele „Gabi“ Frehse trainiert. Sie kreierte ein eigenes Turnelement. Der „Schäfer“ ist ein Seitwärts-Salto mit halber Drehung auf dem Schwebebalken, welchen sie bei der Weltmeisterschaft 2014 in Nanning erstmals international zeigte und welcher seitdem im internationalen Regelwerk, dem Code de Pointage, ihren Namen trägt.
Im Jahr 2018 wechselte Schäfer-Betz zu Bundestrainerin Ulla Koch.
Ihre jüngere Schwester Helene ist ebenfalls Turnerin, auch ihre beiden älteren Brüder turnten. Ihre Mutter Liane Betz war Vizeeuropameisterin im Polizei-Fünfkampf.
Im November 2020 erhob Pauline Schäfer-Betz zusammen mit ihrer Schwester und anderen Leistungssportlern öffentlich Vorwürfe über das jahrelange Training am Bundesstützpunkt des Deutschen Turner-Bunds in Chemnitz. Es sei von einem abwertenden, unmenschlich-rücksichtslosen Umgang und Machtmissbrauch geprägt gewesen. (Siehe: Chemnitzer Turnaffäre)
Nachdem Schäfer von ihrem Stiefvater adoptiert wurde, trägt sie den Doppelnamen Schäfer-Betz.

## Kunstturnkarriere
Pauline Schäfer turnt seit 2013 bei den Seniorinnen und gab ihr internationales Debüt beim Weltcup in Cottbus in demselben Jahr.
2015 nahm Schäfer gemeinsam mit Elisabeth Seitz, Sophie Scheder, Leah Grießer, Lisa-Katharina Hill und Pauline Tratz an den Weltmeisterschaften in Glasgow teil. In der Qualifikation belegten die deutsche Mannschaft den zwölften Platz und erreichte nicht in das Mannschaftsfinale. Schäfer selbst wurde Dreizehnte im Mehrkampf und Achte am Schwebebalken, somit qualifizierte sie sich für beide Finals. Im Mehrkampffinale belegte Schäfer den neunzehnten Platz. Im Finale am Schwebebalken gewann Schäfer die Bronzemedaille hinter Simone Biles und Sanne Wevers, die erste Medaille am Schwebebalken für Deutschland seit über 30 Jahren.
Bei den Olympischen Spielen 2016 in Rio de Janeiro turnte Schäfer in der Qualifikation am Sprung, Schwebebalken und Boden und trug dazu bei, dass sich Deutschland zum ersten Mal seit der Wiedervereinigung für das Mannschaftsfinale qualifizierte. Im Mannschaftsfinale trug Schäfer erneut am Sprung, Schwebebalken und Boden zum sechsten Platz der deutschen Mannschaft bei.
Bei den Weltmeisterschaften 2017 trat Schäfer in der Qualifikation nur am Schwebebalken und am Boden an. Am Boden wurde sie Zweiundzwanzigste, am Schwebebalken Dritte und qualifizierte sich damit neben Tabea Alt für das Finale. In der Qualifikation war Schäfer die einzige Turnerin, die am Schwebebalken eine Ausführungsnote höher als Acht erhielt. Im Finale war Schäfer erneut die einzige Turnerin, die eine höhere Wertung als Acht erhielt und gewann am Ende die Goldmedaille an diesem Gerät, vor Morgan Hurd und Tabea Alt. Dies war die erste Goldmedaille für Deutschland bei einer Weltmeisterschaft seit der deutschen Wiedervereinigung.
Im Juni 2021 wurde Schäfer nominiert, Deutschland bei den Olympischen Sommerspielen 2020 (wegen der COVID-19-Pandemie 2021 ausgetragen) an der Seite von Elisabeth Seitz, Kim Bui und Sarah Voss zu vertreten. Bei der Qualifikation belegte Deutschland als Mannschaft den neunten Platz und kam nicht ins Finale. Die vier deutschen Turnerinnen trugen während des Wettkampfs als Zeichen für mehr Selbstbestimmtheit als erstes Team bei einem internationalen Kunstturn-Wettbewerb Turnanzüge mit langen Beinen, anstatt der üblichen kurzen Anzüge ohne Beine.
Schäfer wurde als einzige deutsche Turnerin für die Weltmeisterschaften in Kitakyūshū, Japan, ausgewählt. Mit 13,733 Punkten qualifizierte sie sich als Dritte für das Finale am Schwebebalken. Sie trat auch am Boden an und wurde mit 12,866 Punkten Sechzehnte. Im Schwebebalken-Finale gewann sie die Silbermedaille, ihre dritte Medaille bei einer Weltmeisterschaft.
Im August 2022 nahm Schäfer an den Europameisterschaften in München teil, wo sie dazu beitrug, dass sich Deutschland als Vierte für das Mannschaftsfinale qualifizierte. Im Mannschaftsfinale gewann das deutsche Team mit Schäfer, Kim Bui, Emma Malewski, Sarah Voss und Elisabeth Seitz die Bronzemedaille hinter Italien und Großbritannien – die erste deutsche Mannschaftsmedaille in der Geschichte der Europameisterschaft. Im Balkenfinale wurde Schäfer Fünfte mit 13,200 Punkten.
Bei den Weltmeisterschaften 2023 in Antwerpen qualifizierte sich Schäfer als beste deutsche Mehrkämpferin für einen Einzelplatz im Mehrkampf bei den Olympischen Spielen 2024. Im Einzel-Mehrkampffinale erreichte sie bei diesen Weltmeisterschaften nach einem Sturz am Boden Platz 24 sowie im Schwebebalken-Finale Platz acht.

## Liste der Erfolge bei Welt- und Europameisterschaften
| Jahr    | Platz | Ort                          | Wettkampf           | Gerät         |
| ------- | ----- | ---------------------------- | ------------------- | ------------- |
| 2014    | 4     | Bulgarien, Sofia             | Europameisterschaft | Mannschaft    |
| 2014    | 9     | Volksrepublik China, Nanning | Weltmeisterschaft   | Mannschaft    |
| 2015    | 7     | Frankreich, Montpellier      | Europameisterschaft | Schwebebalken |
| 2015    | 3     | Irland, Glasgow              | Weltmeisterschaft   | Schwebebalken |
| 2016    | 6     | Brasilien, Rio de Janeiro    | Olympische Spiele   | Mannschaft    |
| 2017    | 6     | Rumänien, Cluj-Napoca        | Europameisterschaft | Schwebebalken |
| 2017    | 1     | Kanada, Toronto              | Weltmeisterschaft   | Schwebebalken |
| 2018    | 6     | Irland, Glasgow              | Europameisterschaft | Schwebebalken |
| 2019    | 9     | Deutschland, Stuttgart       | Weltmeisterschaft   | Mannschaft    |
|         | 6     | Polen, Stettin               | Europameisterschaft | Schwebebalken |
| 2021    | 2     | Japan, Kitakyūshū            | Weltmeisterschaft   | Schwebebalken |
| 2022    | 3     | Deutschland, München         | Europameisterschaft | Mannschaft    |
|         | 5     | Deutschland, München         | Europameisterschaft | Schwebebalken |
| Quelle: |       |                              |                     |               |

## Auszeichnungen
- Saarsportlerin des Jahres: 2014, 2015, 2017
- Sächsische Sportlerin des Jahres: 2017
- Chemmy (Sportlerin des Jahres von Chemnitz): 2017, 2023
- Sportlerin des Jahres 2017: 2. Platz
- Silbernes Lorbeerblatt: 2024